# La Dame de Monsoreau (série télévisée)
Pour les articles homonymes, voir La Dame de Monsoreau (homonymie).
La Dame de Monsoreau (Графиня де Монсоро, Grafiniya de Monsoro, littéralement: La Comtesse de Monsoreau) est une série télévisée russe de 26 épisodes adaptée du roman homonyme d'Alexandre Dumas. La série a été tournée de 1994 à 1996. La postproduction s'est achevée courant 1997 et la première diffusion sur TV Centre s'est produite le 5 janvier 1998. La série fait suite à La Reine Margot, diffusée deux ans plus tôt et également produite par Sergueï Jigounov.

## Synopsis
L'histoire d'amour de la belle Diane et de l'abnégation du comte de Bussy sur fond d'événements historiques en France à l'époque des guerres de religion entre catholiques et huguenots. Les huguenots sont dirigés par Henri de Navarre. Les catholiques sont dirigés par la famille guerrière des ducs de Guise. Le roi Henri III, amateur de luxe et d'amusement, est incapable de diriger le pays. Il s'entoure de favoris, les mignons, pour lesquels il dilapide le trésor public. Le roi est traqué par son frère cadet, le duc d'Anjou, qui veut s'emparer du trône puisque Henri n'a pas d'enfant. Il y a des escarmouches constantes entre les nobles d'Henri et ceux proches d'Anjou, y compris Bussy. Les Guises rêvent aussi de la couronne de France, et complotent pour renverser Henri et l'envoyer de force dans un monastère. Ce n'est que grâce à son fidèle bouffon Chicot, un noble gascon qui a été insulté par un des Guises, qu'Henri, le dernier roi français de la dynastie des Valois, parvient à conserver pour l'instant sa vie, sa liberté et son trône.

## Fiche technique
Sauf indication contraire, les informations mentionnées dans cette section peuvent être confirmées par la base de données cinématographiques IMDb,  présente dans la section « Liens externes ».
- Titre original : Графиня де Монсоро,  Grafiniya de Monsoro
- Titre français : La Dame de Monsoreau
- Réalisation : Vladimir Popkov (ru)
- Scénario : Elena Karavaechnikova
- Montage : Lidia Milioti
- Montage vidéo : Svetlana Ivanova
- Costume : Natalia Polakh (ru), Lioubov Zaitseva
- Maquillage : Isabella Baikova
- Décors : Mikhaïl Nijinski, Viktor Youchine
- Photographie : Pavel Nebera (ru)
- Musique : Oleg Kiva (ru)
- Son : Marina Nigmatoulina
- Chorégraphe : Inga Voronina
- Producteur : Sergueï Jigounov
- Sociétés de production : Shans
- Nombre de saisons : 1
- Nombre d'épisodes : 26
- Durée : 1 352 minutes (22h32)
- Date de première diffusion : 5 janvier 1998
- Pays d'origine :  Russie

## Distribution
- Gabriela Mariani (ru) : Diane de Méridor, comtesse de Monsoreau
- Alexandre Domogarov : Louis de Bussy d'Amboise
- Youri Beliaïev (ru) : comte Brian de Monsoreau
- Alexeï Gorbounov : Jean-Antoine d'Anglerais, dit « Chicot »
- Kirill Kozakov : François d'Alençon, duc d'Anjou
- Evgueni Dvorjinski, Henri III, roi de France
- Ekaterina Vassilieva : Catherine de Médicis
- Youri Yakovlev : Baron de Méridor
- Vladimir Dolinski (ru) : Gorenflot
- Oleg Issaïev (ru) : Rémy
- Nonna Grichaïeva (ru) : Gertrude
- Dmitri Marianov (ru) : François d'Espinay de Saint-Luc
- Ekaterina Strijenova : Jeanne de Brissac
- Sergueï Vinogradov (ru) : Jacques de Lévis de Caylus
- Mikhaïl Chevtchouk : Schomberg
- Levan Mtskildzke : Maugiron
- Timofeï Fedorov : D'Epernon
- Igor Livanov : Antraguet
- Igor Kayoukov : Livarot
- Sergueï Vartchouk : Ribeirac
- Dmitri Pevtsov : Roi Henri de Navarre
- Anna Doubrovnikskaïa : Gabrielle de Térigny
- Гришечкин, Вячеслав Германович (ru)
- Evgueni Gertchakov : l'aubergiste parisien, Maître Bonhommet
- Elena Kazakova : sa nièce, Mariquita
- Lev Dourov : l'hôtelier lyonnais, Maître Bernouillet
- Vacheslav Grichetchkine : Nicolas David
- Oleg Marouzev : Crillon
- Irina Bezroukova (ru) : Reine de France Louise de Lorraine-Vaudémont
- Boris Kliouïev : Duc Henri de Guise
- Elena Aminova (ru) : Catherine de Guise, duchesse de Montpensier
- Rafael Kotandjian (ru) : Duc de Mayenne
- Iouri Koutsenko : Claude de Chevreuse[3]
- Evgueni Stytchkine (ru) : Orville
- Vadim Vilski : Jérôme
- Alexandre Pachoutine (ru) : Aurilly
- Igor Moutjinski : Kohiox/Démon
- Albert Bourov : le prieur, Joseph Foulon
- Constantin Sitnikov : Agrippa d'Aubigné
- Yervand Arzoumanian : chef de la sécurité d'Angers
- Boris Ivanov (ru) : Comte de Brissac

## Différences avec le roman
À trois différences fondamentales près, deux relatives à François d'Anjou / Henri de Navarre et une aux mignons d'Henri III, le film a été tourné au plus près de la source originale, ne modifiant, parfois par erreur, que quelques détails ou la forme du récit.
- La construction introductive diverge d'avec le roman : l'héroïne, Diane de Méridor, apparaît dès les première images du 1er épisode et on n'attend pas pour la découvrir le combat de Bussy contre les mignons, inséré dans le second épisode. Un peu plus loin dans l'épisode lui-même on la voit avec le comte de Monsoreau, juste avant l'apparition de Bussy d'Amboise aux noces de Saint-Luc. Il en résulte que le téléspectateur de cette série (et à la différence de celle de 1971) est sûr que Bussy, à la recherche du portrait, n'a pas rêvé.
- Un personnage épisodique, le mignon du roi D'O, est supprimé. Le maintien de sa présence aurait permis de montrer cette nuit du 9 au 10 février 1578, la résistance relative de Bussy contre cinq agresseurs et non quatre.
- À l'inverse un personnage féminin dans l'intrigue, secrètement amoureux de Bussy, Mariquita, a été créé par la scénariste. Il s'agit de la serveuse à l'auberge de la Corne de l'Abondance.
- Dans les scènes de la rencontre des Ligueurs à l'abbaye de Sainte-Geneviève, de l'onction de François, ainsi que de l'inscription des citadins dans la Ligue, l'un des rôles principaux est joué par Claude de Chevreuse. Dans toutes les scènes, il remplace, par erreur le cardinal Louis de Lorraine, et dans l'une d'"entre elles, Maître La Hurière, qui est, lui, volontairement supprimé. Dans le roman, Claude de Chevreuse n'apparaît pas du tout. Et pour cause ce n'est pas le frère d'Henri de Guise  mais son cinquième fils. Claude de Chevreuse ne naît qu'en juin 1578, c'est-à-dire quelques mois après cette apparition fictionnelle à l'Église Sainte-Geneviève.
- Le célèbre signe particulier d'Henri de Guise qui lui valut le surnom de "balafré" est absent de son visage et a été peut-être accolé par erreur à la figure de Bussy : ni aucun portraitiste ni Alexandre Dumas ne le lui ont attribué.
- La fin à la Cour d'Henri III est sensiblement modifiée. Elle est moins douloureuse pour Henri III. Contrairement à Schomberg et Maugiron morts dans le duel, Quélus survit à ses blessures après un peu plus d'un mois de convalescence. Chez Dumas comme dans L'Histoire sa longue convalescence n'empêche pas sa mort. Le favori imprudent voulait monter à cheval ; les blessures se sont ouvertes et le 29 mai (chez Dumas le 11 juillet) Quélus décède.
- L'épisode homérique se terminant, dans la nuit du 8 au 9 juin 1578, par la mort de Bussy, ne se déroule pas tout à fait comme dans le roman - plus spectaculaire, «cinématographique». Saint-Luc, qui a emmené Diane loin des lieux du massacre à la demande de Bussy, a été - à l'instar de sa protégée-, temporairement détenu par Monsoreau et ses hommes selon le roman ; ce n'est pas dans le film. N'y  figure pas non plus l'accueil à son domicile par Jeanne (que dans les sept derniers épisodes  après son retour d'Angers, la série fait disparaître) de Diane "en proie au plus atroce délire" "pendant trois jours et trois nuits."
- Pour en rajouter dans le tragique (la vraie-fausse amitié Monsoreau/Bussy) on transforme un simple comparse du roman (limité à la co-surveillance du maître et d'un simple serviteur[4] des allées et venues du duc d'Anjou et d'Aurilly autour de la maison des Tournelles), en personnage à part entière : le bras droit de Monsoreau, orphelin sans nom, surnommé "Démon" ; il apparaît masqué dès les premières images du feuilleton, au côté de Diane de Méridor et de Gertrude, puis de manière récurrente dans la série jusqu'à sa mort dans l'avant-dernier épisode. Bussy qui l'a connu en ami à Angers et lui a permis de se perfectionner, le combat dans la maison des Tournelles et pendant la bataille se fait pour la première fois, blesser par lui.
- Le duc d'Anjou y paraît politiquement moins manipulable que ne le croient les Guise et leur avocat Me Nicolas David. Pour agir en toute sécurité, le frère du roi ne s'appuie pas seulement sur la fratrie de Lorraine, mais aussi sur Henri de Navarre avec lequel il entretient une relation secrète. C'est d'ailleurs Henri de Navarre qui sauvera à la messe Diane de Méridor quasi-prisonnière dans la maison des Tournelles des vues du duc d'Anjou, à l'occasion d'un rendez-vous entre les deux princes.
- Un second personnage féminin, plus complexe que Mariquita, a été créé par la scénariste : Gabrielle de Térigny. Il a sans doute été inspiré par Gabrielle d'Estrées, future favorite (1591-1599) d'Henri IV, surnommée comme elle "la belle Gabrielle" et à qui Auguste Maquet a consacré en 1854-1855 sous ce titre-surnom un roman. C'est l'amie de la Reine Margot, d'Henri de Navarre, l'espionne et ambassadrice de ce dernier. Elle infiltre ainsi la cour d'Henri III et apprend l'arrestation du duc d'Anjou dont elle informe le roi de Navarre. Par ailleurs son existence amène à nuancer l'image de Bussy d'Amboise, paladin sans peur et sans reproche, très respectueux de Diane de Méridor et de Jeanne de Brissac. Contrairement à elles, "la belle Gabrielle" a un tempérament assez volage. Dès sa première rencontre chez la Reine Margot son ancienne maîtresse, chez qui il se rendait pour lui écrire dans la nuit du 9 février elle découvre en Bussy un personnage "froid", "arrogant", intransigeant". Après qu'il lui ait posé un lapin du fait de ses recherches le lendemain de "la femme au portrait", Bussy l'utilise quelques mois plus tard à Angers comme un objet, en toute inconscience, afin de dissiper les soupçons de Monsoreau. Bussy répond ainsi alternativement oui et non à ses avances avant de la rejeter définitivement. C'est cette femme bafouée, et non comme dans le roman, l'espion Aurilly, qui découvre à Paris la relation adultère Bussy-Diane et en informe le duc d'Anjou ("bafoué par le mari et par l'amant" lui dit-elle comme Aurilly dans le roman). Elle agit ainsi pour se venger de "la comédie d'Angers", comme elle se l'était juré ("Ah Bussy ! Vous me paierez cher cette comédie" s'y était-elle dit). D'autant qu'il l'humilie une nouvelle fois à Paris lorsqu'il décide brusquement de la laisser seule chez Monsoreau, au côté du duc d'Anjou, après lui avoir fait croire qu'il y serait son soupirant. C'est là qu'elle découvre le pot-aux-roses (en apercevant ses gants de buffle, brodés d'or, autour du cou de Diane). Mais consciente, huit jours après sa révélation au Duc d'Anjou, d'avoir été peut-être excessive, elle laisse à Bussy une dernière chance d'échapper au piège qui l'attend : au moment de quitter Paris, lorsqu'elle lui fait ses adieux elle envisage de l'informer de la connaissance qu'a le duc d'Anjou de l'adultère ; à condition qu'il la retienne pour passer du bon temps avec elle. Comme il ne le fait pas et qu'elle considère que "tout service se paie dans la vie", elle se tait. Mais s'il s'y était décidé, il aurait trompé et bafoué sa maîtresse, Diane, follement admiratrice et amoureuse de lui. Celle-ci aurait compris que son amant n'avait rien d'exceptionnel et que l'amour exclusif n'existait pas. Et à l'inverse la découverte que sa femme adultère a été à son tour trompée par son amant aurait peut-être aussi consolé et calmé Monsoreau.
- Une telle froideur  et arrogance de ce héros masculin, justement relevée par Gabrielle, Bussy en fait état également à l'égard de Mariquita lorsque celle-ci le retrouve avec plaisir à la Corne de l'Abondance, après son retour d'Angers. Bussy ne lui dit même pas bonjour, obnubilé qu'il est par son amour pour Diane de Méridor.
- Une conclusion philosophique a enfin été apportée par Chicot sur cette partie de l'intrigue lorsque celui-ci lit en septembre 1578 la lettre de Gorenflot, exilé dans une abbaye bourguignonne après l'échec de la conspiration des Guise : Bussy et Monsoreau périrent d'avoir vécu dans l'illusion d'un amour exclusif et ont pris comme un malin plaisir à jouer avec la mort sous prétexte d'amour alors que Diane de Méridor s'était présentée à eux comme l'ange de la mort envoyé par Dieu. Par ailleurs ce que Dumas nous a appris dans les Quarante-Cinq fut déjà, nous dit Chicot, à Paris dans les esprit : la Dame de Monsoreau entendait tuer le duc d'Anjou pour venger son amant.